# Londens Zendingsgenootschap

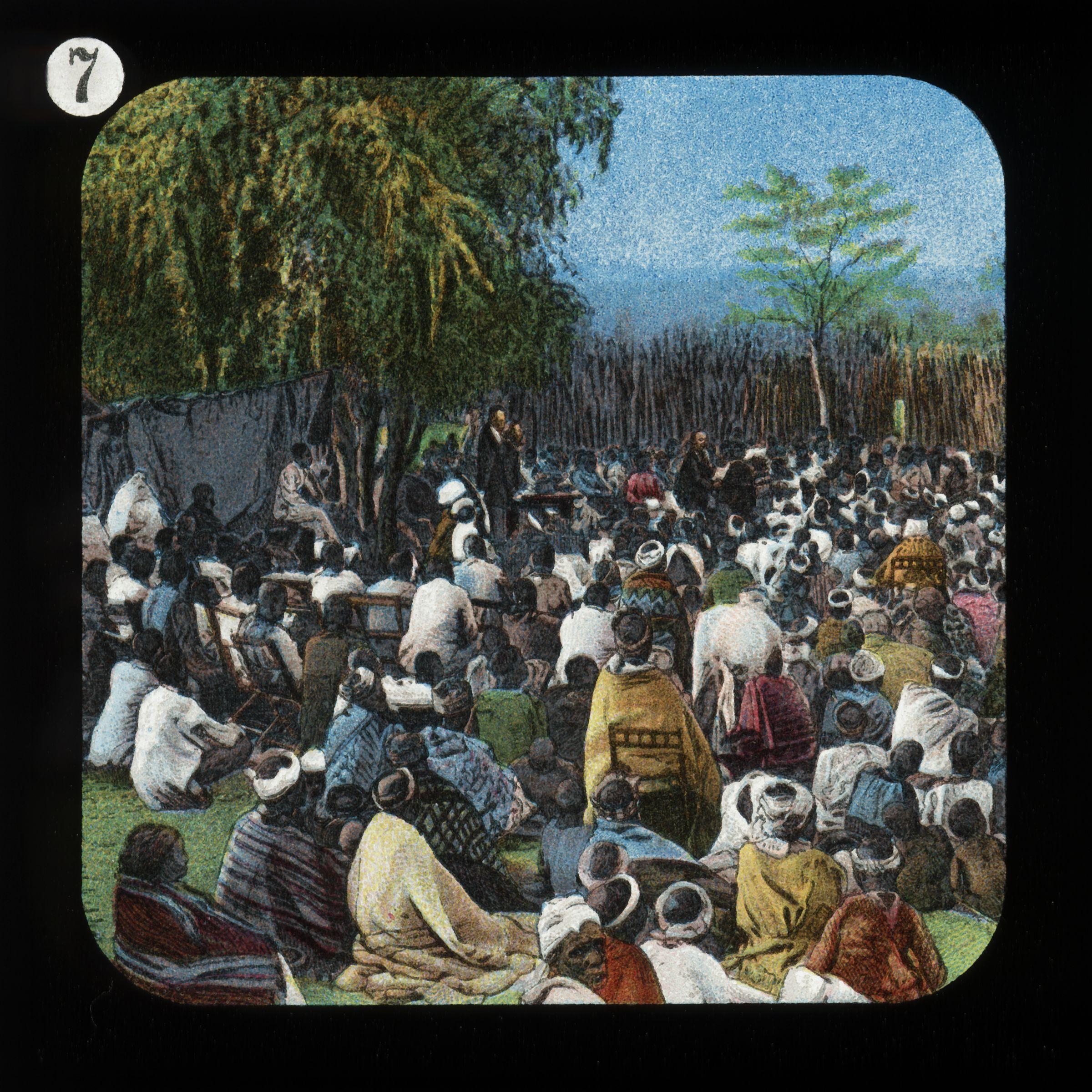
Een Bechuana-gemeente uit de serie toverlantaarnplaten die het Londens Zendingsgenootschap rond 1900 produceerde over de zendingsinspanningen en waarnemingen van David Livingstone.

Het Londens Zendingsgenootschap (Engels: London Missionary Society, Afrikaans: Londense Sendinggenootskap) was een  zendingsgenootschap, in 1795 gevormd in Engeland door Anglicanen met een evangelicale inslag en non-conformisten, grotendeels congregationalistisch van aard. Het zendingsgenootschap was dus niet aan één kerk verbonden. Het had zendingsposten op de eilanden in de Stille Oceaan en in Afrika. Het vormt nu een onderdeel van de Council for World Mission (Raad voor Wereldzending).

## Oorsprong
In 1794 kreeg het idee voor een Zendingsgenootschap vorm, nadat de baptistenpredikant John Ryland een bericht ontving van William Carey, de zendingspionier van de "British Baptist missionary" die kort daarvoor naar Calcutta was verhuisd, over de noodzaak om het christendom te verspreiden. Carey stelde voor dat Ryland met anderen de krachten zou bundelen langs de niet-kerkgebonden lijn van de Anti-Slavery Society, teneinde een genootschap op te richten dat de moeilijkheden de baas zou kunnen waarmee andere evangelisten vaak te kampen hadden bij het verspreiden van het Evangelie. De bedoeling was om de moeilijkheden te overwinnen die kwamen kijken bij het stichten van overzeese zendingsposten. Vaak was het moeilijk gebleken om de financiering te regelen, omdat de zendelingen behoorden tot veel verschillende denominaties. Al te vaak konden hun zendingsposten slechts een kleine groep mensen bereiken en waren ze lastig te handhaven.
Het genootschap trachtte succesvoller te zijn door een platform te creëren waar evangelisten konden samenwerken om overzeese zendingsposten meer financiële ondersteuning en betere coördinatie te bieden. De bedoeling was stevige ondersteuning te geven tegen hun sterke tegenstrevers die onbeperkte commerciële en militaire relaties wensten met inheemse mensen overal ter wereld. Het doel was het opzetten van succesvollere zendingsposten voor de lange termijn.
Het idee kreeg al snel veel steun en aanhang van allerlei kanten en er werd geld opgehaald om het voorgestelde zendingsgenootschap op te richten. In het volgende jaar, 1795, werd "Spa Fields Chapel" benaderd voor toestemming om er een dienst te mogen houden voor de verschillende dominees en anderen die aanhangers waren van het idee om zendelingen naar het buitenland te zenden. Deze dienst vond plaats op 22 september 1795 en wordt formeel aangemerkt als de oorsprong van het Zendingsgenootschap. Honderden evangelisten waren aanwezig en het nieuw gevormde Genootschap ontving al snel brieven met toezeggingen voor financiële ondersteuning en kreeg de belangstelling van aanstaande zendelingen.

## Begindagen
Joseph Hardcastle van Hatcham House, Deptford werd de eerste penningmeester en Ds. John Eyre van Hackney (editor van het Evangelical Magazine) werd de eerste secretaris van het Zendingsgenootschap. Deze laatste aanstelling zorgde ervoor dat het genootschap een effectieve 'krant' kreeg om het doel te promoten. De raad van bestuur van het Zendingsgenootschap begon snel kandidaten te interviewen. In 1800 bracht het genootschap zendelingen ter voorbereiding onder bij Ds. David Bogue van Gosport.

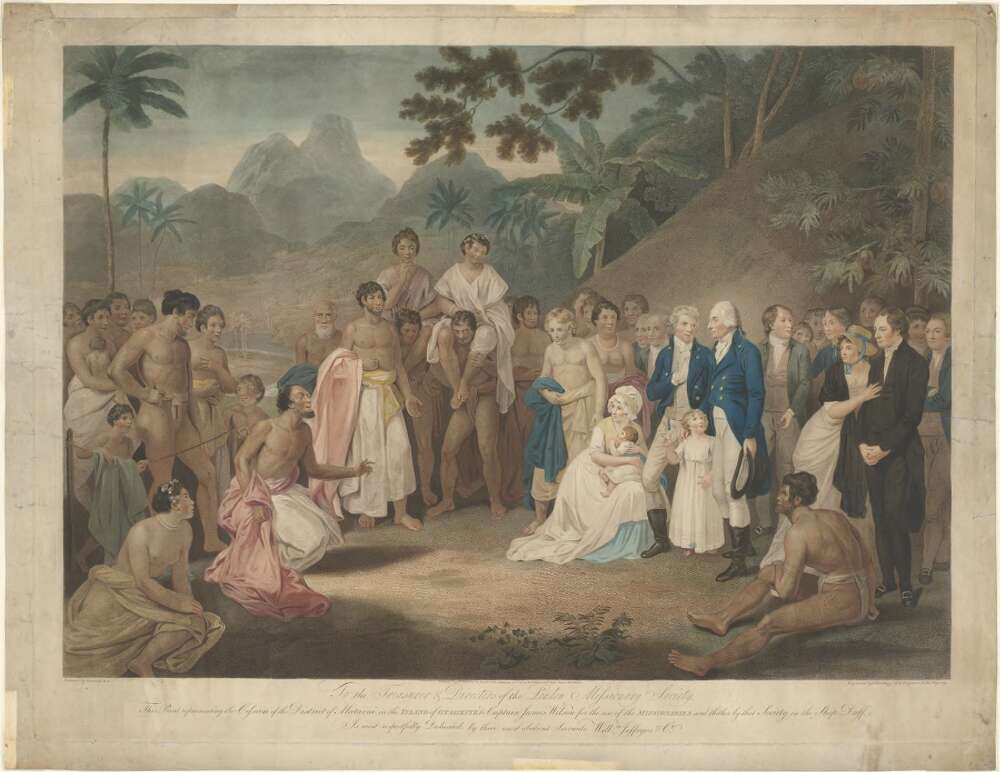
De overdracht van het district Matavai op het eiland Tahiti aan Kapitein James Wilson voor het gebruik door de zendelingen.

Een kapitein, genaamd James Wilson, bood aan om de zendelingen gratis naar hun bestemming te varen. Het Genootschap was in staat om voor de kapitein een boot te kopen, genaamd The Duff. Met een bemanning van achttien koppen kon het dertig zendelingen vervoeren. In 1797, zeven maanden na vertrek van Woolwich arriveerden zij in Tahiti, waar zeventien zendelingen ontscheepten. Ze waren geïnstrueerd om vriendschappelijke banden aan te knopen met de inheemsen, een zendingspost te bouwen voor hun onderkomen en voor gebed en om de inheemse taal te leren. De zendelingen kregen echter te maken met onvoorziene problemen. De inheemsen hadden vuurwapens en waren er erg op gebrand eigendommen te verkrijgen van de bemanning. De bewoners van Tahiti hadden bovendien te kampen met moeilijkheden zoals ziekten die verspreid waren door de bemanningen van schepen die eerder Tahiti hadden bezocht. De inheemsen zagen dit als vergelding van de goden en zij benaderden de bemanning van The Duff daarom met grote achterdocht. Van de zeventien zendelingen die gearriveerd waren op Tahiti, vertrokken er acht bij de eerste gelegenheid die zich voordeed, toen een Brits schip Tahiti aandeed.
Toen The Duff terugkeerde in Groot-Brittannië, volgde onmiddellijk een nieuwe reis naar Tahiti teruggestuurd met aan boord dertig nieuwe zendelingen. Deze reis verliep echter rampzalig. Franse kapers namen hen gevangen en verkochten het schip. De kosten van de mislukte reis voor Het Genootschap bedroegen tienduizend pond. Dit was in eerste instantie een ramp voor het genootschap. Langzamerhand herstelde het zich echter en in 1807 was het in staat om een zendingspost onder leiding van Robert Morrison op te zetten in China.
In 1799 begonnen de eerste zendelingen van het Genootschap hun werk aan de Kaap de Goede Hoop in Zuid-Afrika. Later werkten ze ook in het huidige Botswana en Zimbabwe. Tot de zendelingen van het Londens Zendingsgenootschap in Afrika behoorden onder anderen ook John Philip en David Livingstone. Zij probeerden de inheemse belangen te verdedigen tegen de aanspraken van Europeanen. In Guyana en het Caribische gebied hielden de zendelingen van het Genootschap zich bezig met de strijd tegen de slavernij. In China werd het Londens Zendingsgenootschap een van de grootste zendingsorganisaties. In de 19e eeuw, op het moment van hun grootste inzet, telde het Genootschap wereldwijd ongeveer 250 zendelingen.
Na de eerste successen begonnen zowel de Church of England als de Presbyteriaanse kerk eigen zendingsorganisaties op te zetten, zodat het Londens Zendingsgenootschap vanaf toen weinig ondersteuning van deze kerken kon verwachten. De zendelingen van het Genootschap hadden wereldwijd een grote invloed op het verspreiden van hun grotendeels non-denominationale benadering van het christendom.
Het Londens Zendingsgenootschap was van groot belang voor het ontstaan van het Nederlandsch Zendeling Genootschap in 1797. De initiatiefnemer daarvan, Johannes Theodorus van der Kemp, werd in 1798 door het Londense genootschap als zendeling uitgezonden naar de Kaapkolonie. Ook enkele andere zendelingen die door het Nederlandse genootschap waren gerekruteerd werden door het Londense genootschap uitgezonden naar Nederlandse kolonies die in de Franse tijd door Groot-Brittannië waren bezet. Het werk in Nederlands-Indië werd later door het Nederlandsch Zendeling Genootschap overgenomen, de Kaapkolonie bleef echter in Britse handen en bleef daarom het werkterrein van het Londens Zendingsgenootschap.

## Fusie
In 1966 fuseerde het Londens Zendingsgenootschap met de Commonwealth Missionary Society (voorheen de Colonial Missionary Society) om samen de Congregational Council for World Mission (CCWM) te vormen. Bij de vorming van de United Reformed Church in 1972 onderging de organisatie opnieuw een naamswijziging tot Council for World Mission (Congregational and Reformed). The CWM (Congregational and Reformed) werd in 1977 opnieuw geherstructureerd tot een internationale en wereldwijde organisatie: de Council for World Mission.

## Publicaties
- Ds. C.W. Abel, 'Savage Life in New Guinea: the Papuan in many moods'
- Ds. George Pratt, 'A Grammar and Dictionary of the Samoan Language'